# Санкти-Спиритус (Куба)
Са́нкти-Спи́ритус (исп. Sancti Spíritus) — город и муниципалитет, административный центр одноименной провинции, Куба.

## История
Одно из старейших европейских поселений на Кубе — город был основан 19 января 1514 года Диего Веласкесом де Куэльяром. Изначально он размещался на реке Туинуку, в районе современного Пуэбло-Вьехо, но в 1522 году был перемещён на 8 км на реку Яябо, к своему современному местоположению.
В 1970 году Санкти-Спиритус представлял собой центр сельскохозяйственного района с населением 58 тыс. человек. 
К началу 1980-х годов Санкти-Спиритус представлял собой важный промышленный центр на стыке животноводческого и табаководческого районов с населением свыше 70 тыс. человек. Здесь развивались пищевая (особенно мясо-молочная), кожевенная и табачная промышленность.

## Транспорт
Узел автомобильных дорог, станция железной дороги.
В 1981 году здесь был построен и введен в эксплуатацию аэропорт.